# アン・ヒョンソプ
アン・ヒョンソプ（朝: 안형섭、中: 安炯燮、1999年8月9日 - ）は、韓国の歌手である。ボーイズグループTEMPESTのメンバー。また2人組ユニットHyeongseop X Euiwoongのメンバー。YUE HUA Entertainment所属。身長174cm、血液型O型。

## 来歴
2017年4月7日、Mnetのオーディション番組『PRODUCE 101 SEASON2』に出演し、最終順位16位。同年11月6日、シングル「The Moment of Memory （眩しいほど輝かしい）」を発売し、イ・ウィウンとの2人組ユニットHyeongseop X Euiwoongとしてデビュー。
2022年3月2日、ボーイズグループTEMPESTのメンバーとしてデビュー。

## 出演

### ウェブドラマ
- 悪童探偵s（2017年、NAVER TV） - アソン役[3]
- 悪童探偵s シーズン2（2018年、NAVER TV） - アソン役[4]

### テレビ番組
- PRODUCE 101 SEASON2（2017年、Mnet）
- LIVE TALK SHOW TAXI（2017年、tvN）
- THE SHOW（2017年、SBS MTV）
- Get it beauty（2017年、OnStyle）
- 魅力TV（2017年、OnStyle）
- Shadow Singer（2017年、tvN）
- ウィークリー・チャイナ・ナウ（2018年、中華TV）
- グランブルー（2018年、SBS）